# Ешурин, Владимир Семёнович
Владимир Семёнович Ешу́рин (1909—1985) — советский оператор и режиссёр документального кино. заслуженный деятель искусств РСФСР (1969).

## Биография
Родился 26 апреля (9 мая) 1909 года в Смоленске. С 1923 года на киностудии «Пролеткино». С 1927 года в кинохронике, работал кинооператором на кинофабрике «Совкино». Член ВКП(б) с 1931 года.
В 1931—1934 годах работал в бригаде кинопоезда «Фабрика-поезд» «Союзкино» А. И. Медведкина. Всего было сделано 12 рейсов кинопоезда. Свыше ста киногазет, очерков, фельетонов было снято в этих рейсах.
В 1935—1936 годах на Итало-эфиопской войне в Абиссинии (Эфиопия).
В 1939—1940 годах — участник советско-финской войны (1939—1940).
Во время Великой Отечественной войны начальник фронтовых киногрупп Западного, Юго-Западного, Карельского фронтов. В 1944 году был заброшен к югославским партизанам.
После войны Броз Тито щедро отблагодарил Ешурина, подарив ему один из первых в Москве автомобилей БМВ, а сыну Владимиру подарил педальную машину.
О деятельности В. С. Ешурина и других советских кинематографистов в Югославии рассказывает фильм Божидара Зечевича «Союзник с камерой» (1990).
В 1954 году был направлен на базу вьетнамских партизан в составе группы кинооператоров из СССР (Владимир Ешурин, Евгений Мухин, во главе с Романом Карменом). Группа встречалась с Хо Ши Мином и в течение восьми месяцев, вместе с вьетнамскими кинематографистами, снимала материал для документального фильма «Вьетнам» (1955). Было отснято около сорока тысяч метров цветной пленки. Черно-белая копия фильма «Вьетнам» под названием «Вьетнам на пути к победе» (Việt Nam trên đường thắng lợi) широко демонстрировалась на севере Вьетнама и имела большой успех. Из материала, отснятого в Ханое на параде Победы 1 января 1955 года, был смонтирован отдельный документальный фильм на вьетнамском языке «Исторический день» (Ngày lịch sử) (1955), в титрах которого Владимир Ешурин указан уже не только как оператор, но и как режиссёр фильма.
В 1955 году Владимир Ешурин, Евгений Мухин и Роман Кармен были награждёны орденами Труда Вьетнама.
Умер 4 августа 1985 года в Москве.

## Фильмография

### Операторские работы
- 1927 — В стране Ленина
- 1930 — Рабфаки
- 1931 — Конец Охотному[3]
- 1936 — К событиям в Абиссинии (цикл «Абиссинских корреспонденций» и фильм «Абиссиния»[3])
- 1940 — Линия Маннергейма
- 1942 — Разгром немецких войск под Москвой[3] — в титрах не указан.
- 1942 — Наш русский фронт / Our Russian Front (использованы снятые им кадры)
- 1946 — Югославия
- 1955 — Вьетнам
- 1955 — Исторический день / Ngày lịch sử (Северный Вьетнам, СССР)

### Режиссёрские работы
- 1955 — Исторический день / Ngày lịch sử (Северный Вьетнам, СССР)
- 1956 — В стране вечных льдов
- 1957 — На шестом континенте
- 1960 — Это произошло в Чили
- 1961 — В добрый путь, Нигерия!
- 1963 — Счастья тебе, Мали!
- 1969 — На берегах Халхин-Гола

## Награды и премии
- орден «Знак Почёта» (02.02.1937) — за заслуги в области кино-операторского искусства[11] (за Абиссинию)
- орден Красного Знамени (1940) — за войну с Финляндией"[5]
- Сталинская премия второй степени (1941) — за фильм «Линия Маннергейма» (1940)
- орден Красного Знамени (20.11.1943)[12][13] — за участие в боях под Светлогорском и Изюмом и личную отвагу проявленную в боях под Славянско-курортным.
- Сталинская премия второй степени (1947) — за съёмки фильма «Югославия» (1946)
- заслуженный деятель искусств РСФСР (1969)
- орден Труда (Вьетнам) (1955)[10]
- орден Отечественной войны II степени (06.04.1985)[14]